# Truth (musikalbum av Jeff Beck)
Truth är den brittiske rockmusikern Jeff Becks debutalbum, utgivet 1968. Albumet introducerade rockgruppen The Jeff Beck Group.
Truth var det första albumet med The Jeff Beck Group och innehåller en hel del spår som pekar fram mot hårdrocken. Främst hämtar skivan inspiration från bluesen, men även folkmusik och "vanlig" rock 'n' roll är representerade.

## Låtlista

### Sida 1
1. "Shapes of Things" (Chris Dreja/Jim McCarty/Keith Relf/Paul Samwell-Smith) - 3:19
2. "Let Me Love You" (Jeff Beck/Rod Stewart) - 4:43
3. "Morning Dew" (Bonnie Dobson/Tim Rose) - 4:41
4. "You Shook Me" (Willie Dixon/J. B. Lenoir) - 2:29
5. "Ol' Man River" (Jerome Kern/Oscar Hammerstein) - 3:57

### Sida 2
1. "Greensleeves" (Trad. arr. Beck) - 1:49
2. "Rock My Plimsoul" (Jeff Beck/Rod Stewart) - 4:13
3. "Beck's Bolero" (Jimmy Page/Jeff Beck) - 2:53
4. "Blues Deluxe" (Jeff Beck/Rod Stewart) - 7:32
5. "I Ain't Superstitious" (Willie Dixon) - 4:51

## Medverkande
The Jeff Beck Group
- Jeff Beck - gitarr, bas, sång
- Rod Stewart - sång
- Ron Wood - bas
- Mick Waller - trummor

Övriga
- Nicky Hopkins - piano
- Keith Moon - trummor, timpani
- John Paul Jones - bas, Hammondorgel
- Jimmy Page - 12-strängad gitarr